# Pludual
Pludual (tiếng Breton: Plual) là một xã của tỉnh Côtes-d’Armor, thuộc vùng Bretagne, tây bắc Pháp.

## Dân số
Người dân ở Pludual được gọi là Pludualais.